# Terrapene carolina bauri
Terrapene carolina bauri (tortuga de caixa de Florida) és una subespècie de Terrapene carolina endèmica de Florida i del sud-est de Geòrgia (Estats Units). Es pot trobar en hàbitats humits, com ara aiguamolls i pantans, però en general no entren a l'aigua prou profunda per nedar 

## Morfologia
Com altres espècies de tortuga de caixa la tortuga de caixa de Florida té una closca estreta i molt bombada, amb un plastró frontissa que li permet tancar la seva closca atapeïdament. No obstant això, la tortuga de caixa de Florida és molt diferent en aparença a les altres subespècies de Terrapene carolina. La seva closca té un patró diferent brillant que irradia línies grogues que la fan fàcilment identificable. La coloració del plastró pot variar des del groc al sòlid negre, amb qualsevol nombre de variacions en el medi. Aquesta tortuga té urpes molt afilades, així com un afilat bec utilitzat per a la captura de petits insectes i per menjar fruites, vegetals i fongs.